# Giovanni Grazioli
Giovanni Grazioli (Robbio, 9 marzo 1959) è un ex velocista italiano.

## Biografia
Nativo di Robbio, in provincia di Pavia, Grazioli fu capace di una brillante carriera a livello giovanile che lo portò a vincere le Gymnasiadi nel 1976 e a stabilire alcuni record allievi ed juniores. Con 10"49 detenne il record italiano allievi, stabilito ad Orléans il 26 giugno 1976, in seguito battuto da Filippo Tortu nel 2015.
Sempre nel 1976 partecipa ai Campionati italiani assoluti e anche se ancora diciassettenne riesce a piazzarsi 5º, posizione valida per un posto da riserva nella staffetta 4×100 m delle successive Olimpiadi a Montréal, ma dove tuttavia non sarà convocato data la giovane età.
Nel 1977 partecipa ai Campionati europei juniores dove ottiene un 4º posto in 10"56. Nel 1979 diventa un atleta professionista entrando a far parte del centro sportivo delle Fiamme Gialle.
Con la staffetta 4×100 metri italiana fu medaglia d'oro ai Giochi del Mediterraneo di Spalato 1979 ed alle Universiadi di Città del Messico 1979, in quest'ultima circostanza stabilendo anche il record europeo in 38"42, in questa manifestazione corse anche in gara individuale portando il personale a 10"38 (in altitudine).
Specializzatosi nella velocità pura, ottenne i migliori risultati nelle gare indoor sui 60 metri piani, vincendo 2 titoli italiani nel 1982 in 6"71 e nel 1983 in 6"68 (record italiano eguagliato) e partecipando a quattro edizioni dei Campionati europei indoor del 1978 (dove ottenne un 5º posto in 6"76, dietro ad atleti del calibro di Nikolaj Kolesnikov, Petar Petrov, Aleksandr Aksinin e Marian Woronin), 1979, 1982 e 1983.
Dopo diversi infortuni tra il 1984 e il 1985 decide di ritirarsi alla giovane età di 26 anni.
Oggi insegnante di educazione fisica ed allenatore di giovani talenti.

## Record nazionali
Ragazzi
- 80 metri piani:  9"0  (Pescara, 27 ottobre 1974)

### Allievi
- 100 metri piani: 10"49 ( Orléans, 26 giugno 1976)

### Assoluti
- 60 metri indoor: 6"68

- 100 metri piani: 10"26 ( Città del Messico, 4 settembre 1979) (in altitudine)
- 100 metri piani: 10"41 ( 1982)
- 200 metri piani: 20"7 ( 1979) (tempo manuale)
- 200 metri piani: 21"16 ( 1979)

## Palmarès
|  | Anno | Manifestazione          | Sede              | Evento      | Risultato | Prestazione | Note                                   |
|  | ---- | ----------------------- | ----------------- | ----------- | --------- | ----------- | -------------------------------------- |
|  | 1974 | Giochi della Gioventù   | Roma              | 80 metri    | Oro       | 9"2         |                                        |
|  | 1976 | Gymnasiadi              | Orléans           | 100 metri   | Oro       | 10"49       | Miglior prestazione nazionale under 18 |
|  | 1977 | Europei juniores        | Donec'k           | 100 metri   | 4º        | 10"56       |                                        |
|  | 1978 | Europei indoor          | Milano            | 60 metri    | 5º        | 6"76        |                                        |
|  | 1979 | Europei indoor          | Vienna            | 60 metri    |           |             |                                        |
|  | 1979 | Universiade             | Città del Messico | 4×100 metri | Oro       | 38"42       | Record europeo                         |
|  | 1979 | Giochi del Mediterraneo | Spalato           | 4×100 metri | Oro       | 39"27.      |                                        |
|  | 1982 | Europei indoor          | Milano            | 60 metri    |           |             |                                        |
|  | 1983 | Europei indoor          | Budapest          | 60 metri    |           |             |                                        |

## Campionati nazionali
- 2 volte campione nazionale indoor nei 60 metri piani (1982, 1983)[10]

1982
- Oro ai Campionati italiani assoluti indoor, 60 metri - 6"71

1983
- Oro ai Campionati italiani assoluti indoor, 60 metri - 6"68